# Dijver
De Dijver is een waterloop en een straat in het historisch centrum van Brugge. De rei loopt van de Gruuthusebrug tot aan de Rozenhoedkaai en het Huidenvettersplein. De gelijknamige straat ligt op de zuidelijke oever van de rei en loopt van de Gruuthusebrug tot aan de Wollestraat en de Rozenhoedkaai. De Dijver maakt deel uit van de loop van de oorspronkelijke rivier de Reie en wordt overspannen door de Gruuthusebrug en de Johannes Nepomucenusbrug.
Deze naam behoort tot de oudste van Brugge. De vroegste vermeldingen zijn:
- 1292: supra diveram;
- 1302: up die divere;
- 1369: caye up den divere.

De naam gaat terug tot de Keltische tijd en komt voort uit het Indogermaanse deiwo, god of goddelijk. Het is een toponiem dat, net zoals "Reie" (Rogia), "heilig water" betekent.
De Dijver vormde toen de noordgrens van een eiland begroeid met eikenbomen, voor de Kelten heilige bomen. Van oudsher is het een plaats van samenkomst en op het eiland ontstond een cultusplaats. Na de kerstening van deze cultusplaats zou zich enkele eeuwen later, omstreeks 1050, de kluizenaar Everelmus gevestigd hebben en waaruit zich later de Eekhoutabdij zou hebben ontwikkeld. Vanaf minstens 1127 maakte de Dijver deel uit van de eerste stadsomwalling van Brugge.
Vandaag heeft de straat een gevarieerde functie, met onder andere commerciële en educatieve activiteiten (Europacollege), horeca en in mindere mate huisvesting. Ook vinden er vaak rommel- en folkloremarkten plaats. Voorts heeft de Dijver een belangrijke museale functie met de aanwezigheid van het Groeningemuseum, het Arentshuis en het Gruuthusemuseum.

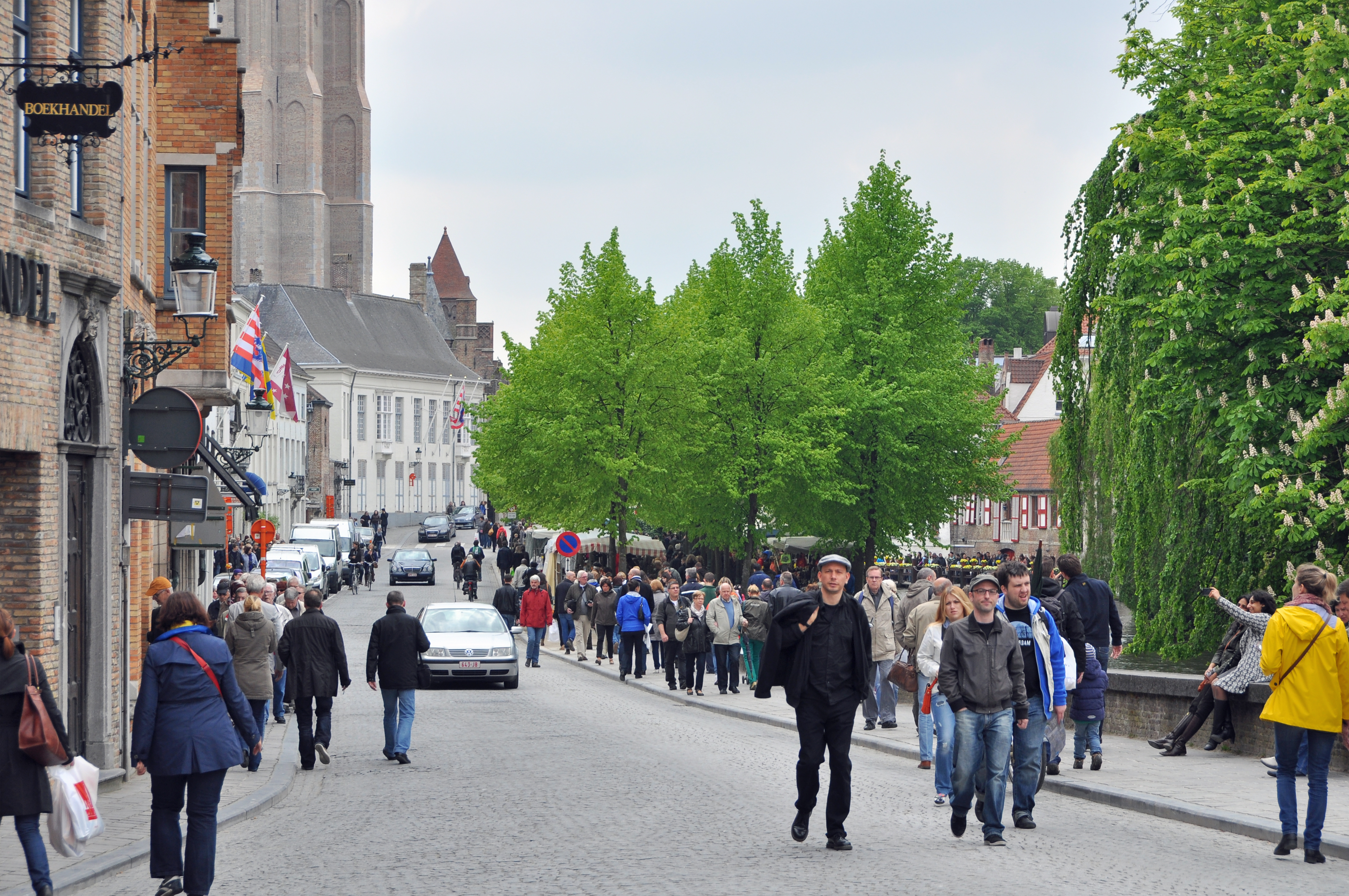
De Dijver in westelijke richting gezien
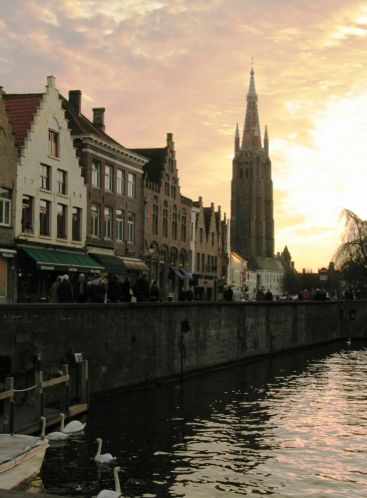
De Rozenhoedkaai, die aansluit op de Dijver vanaf de Nepomucenusbrug, met op de achtergrond de toren van de Onze-Lieve-Vrouwekerk en in de voorgrond enkele typische Brugse zwanen.
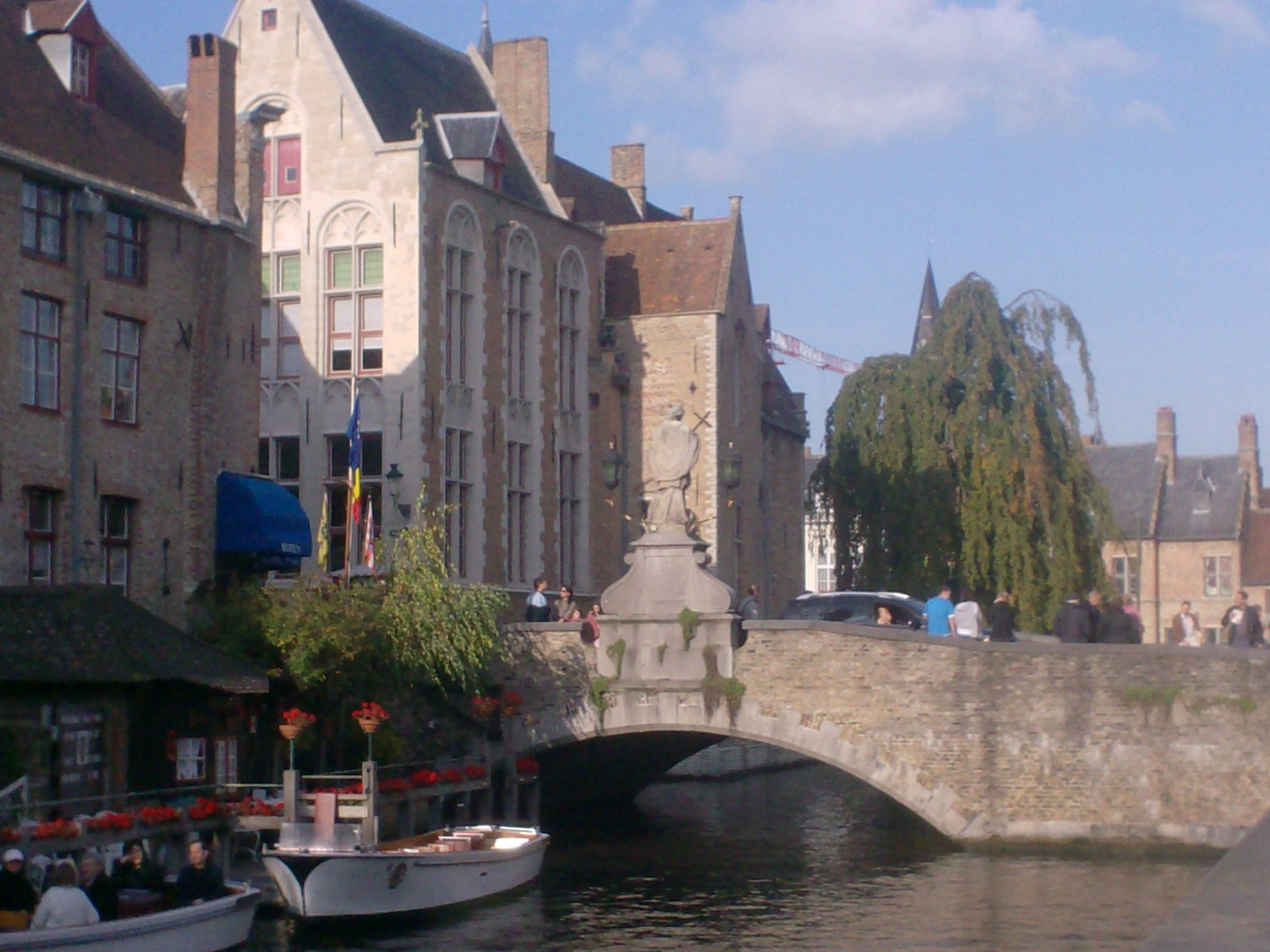
De Johannes Nepomucenusbrug.
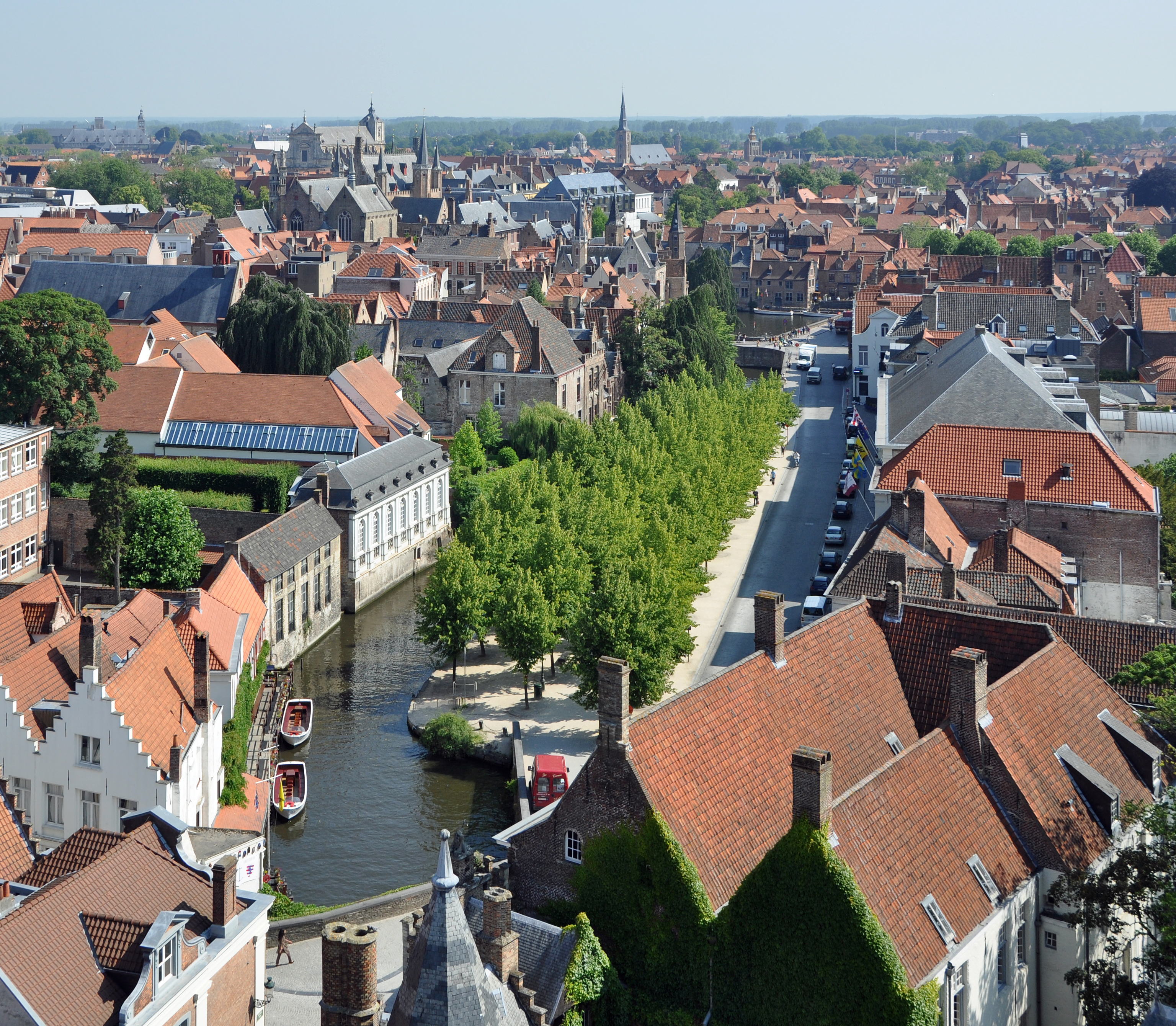
De Dijver (kanaal en straat) van uit de lucht, gezien vanaf de Gruuthusebrug.
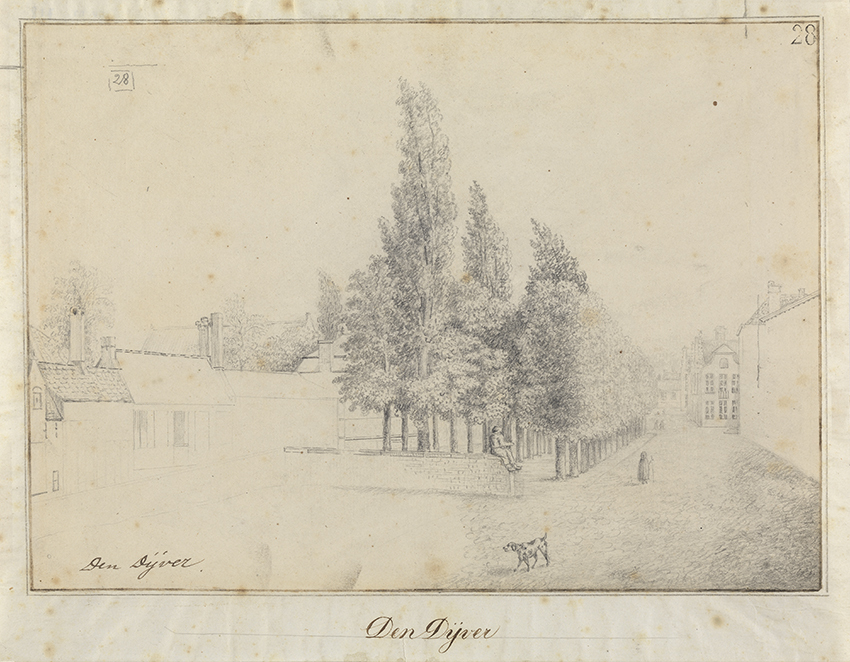
De Dijver circa 1786, tekening door Jean Charles Verbrugge (Groeningemuseum).

## Bekende bewoners
- Lodewijk van Gruuthuse
- Louis de Potter
- Ernest van Caloen
- Emmanuel-Louis van Outryve d'Ydewalle